# Washington Sycip
Washington Sycip (Manila, 30 giugno 1921 – Oceano Pacifico, 7 ottobre 2017) è stato un imprenditore e banchiere filippino di origini cinesi, fondatore della Sycip Gorres Velayo & Co. e della Asian Institute of Management.
Il parco di Washington Sycip locato a Makati è stato nominato in suo onore.

## Biografia
Sycip nacque a Manila il 30 giugno 1921 da Albino Sycip, avvocato ed imprenditore nonché tra i fondatori della China Banking Corporation, e Helen Bau, la cui famiglia gestiva la Chinese Commercial Press, un'azienda attiva nel settore della stampa. Entrambi i suoi genitori erano figli di immigrati provenienti dalla Cina ed arrivati nelle Filippine negli ultimi decenni del XIX secolo. Oltre a Washington, dal loro matrimonio nacquero David, Alexander, Elizabeth e Paz.
Per via del desiderio della nonna materna, Sycip passò la propria infanzia a Shanghai e rimase lì per diversi anni. Sua madre intraprendeva frequenti pause dal mondo imprenditoriale a Manila per visitare il figlio. Suo padre, nel frattempo, era impegnato in una causa presso la Corte Suprema degli Stati Uniti d'America per difendere Dee Ching Chuan.

### L'attività politica
Sebbene conosciuto principalmente nel campo dell'imprenditoria, in alcune occasioni Sycip espresse i propri ideali anche in ambito politico.
Nel 2004 fu uno tra i primi a sostenere la candidatura a presidente dell'attore Fernando Poe Jr., il quale tuttavia fu sconfitto alle elezioni da Gloria Macapagal-Arroyo. Un decennio più tardi, nel 2014, espresse il proprio sostegno per la candidatura della Senatrice Grace Poe, figlia di Fernando, per le elezioni del 2016.
È deceduto nel 2017 all'età di 96 anni, a bordo di un aereo di linea sulla rotta Manila-Vancouver.